# Isak Grape (1720–1783)
Isak Grape, född 15 november 1720 i Nedertorneå socken, död 22 juli 1783 i Övertorneå socken, var en svensk präst.

## Biografi
Isak Grape var son till Isak Grape, som var kyrkoherde i Överkalix församling, och Sofia Halsius samt dotterson till kyrkoherde Olof Halsius i samma församling. Jämte sina bröder Salomon och Olof Grape inskrevs han i september 1715 underårig vid Uppsala universitet; bröderna handleddes under studierna av en preceptor. Han prästvigdes 1744 och blev efter kortare prästtjänst på annan ort pastorsadjunkt och lappamarksmissionär i Jukkasjärvi församling 1746 samt skolmästare där 1752. År 1760 blev han kaplan i Nedertorneå församling och efter pastoralexamen 1762 utnämnd året därpå till kyrkoherde i Övertorneå församling med omedelbart tillträde. 
Under Grapes ämbetstid uppstod en karismatisk väckelse i södra Tornedalen, vilken vann anhängare särskilt i Övertorneå. Den präglades av lekmannaförkunnelse och innehöll extatiska inslag, såsom ett slags tungomålstalande. Botpredikanter uppträdde i kyrkan under själva högmässan, då både Grape och hans komminister Nils Wiklund nöjde sig med att förmana de väckta eller bara gjorde uppehåll i predikan, vilket kan tolkas som att de tolererat rörelsen. I augusti 1774 gjorde emellertid Grape och Wiklund en anmälan om saken till domkapitlet i Härnösand, men de fick inget svar. Väckelserörelsen vann då terräng och prästerna i Övertorneå började anklagas för missförhållanden i församlingen. En undersökning gjordes av kommission utsedd av konsistoriet och hösten 1776 drogs saken inför världslig rätt, där expeditionsbefallningsmannen Anders Ottonius var åklagare. Grape dömdes för tjänsteförseelser och fick en varning, medan Wiklund avsattes. Rörelsen har också kallats Wiklundska väckelsen. År 1779 rapporterades att väckelsen som sådan ebbat ut.

### Familj
Grape gifte sig 1750 med Margareta Fjellström, som var dotter till kyrkoherden prosten Pehr Fjellström i Lycksele församling och Margareta Burman samt avled 1807 i Mattila i Nedertorneå socken. Bland makarnas nio barn märks kyrkoherden Per Grape i Jukkasjäri, kyrkoherden Erik Grape i Nederkalix, Anna Margareta Grape som var gift med expeditionsfogden Zacharias Hackzell, Catharina Grape som var gift med häradsskrivaren Isak Curtelius i Nedertorneå, Eva Christina Grape som var gift med komminister Henrik Tornberg i Pajala, kronofogden Isak Grape, Ulrica Grape som var gift med kronofogden Jonas Westberg i Torneå fögderi, sockenskrivaren Johan Arendt Grape i Enontekis och Magdalena Grape som avled ogift i Haparanda 1849.